# Saint-Germain-des-Angles
Saint-Germain-des-Angles is een gemeente in het Franse departement Eure (regio Normandië) en telt 243 inwoners (1999). De plaats maakt deel uit van het arrondissement Évreux.

## Geografie
De oppervlakte van Saint-Germain-des-Angles bedraagt 1,8 km², de bevolkingsdichtheid is 135,0 inwoners per km².
De onderstaande kaart toont de ligging van Saint-Germain-des-Angles met de belangrijkste infrastructuur en aangrenzende gemeenten.

## Demografie
Onderstaande figuur toont het verloop van het inwonertal (bron: INSEE-tellingen).